# Nina Solheim
Nina Solheim (née le 4 août 1979) est une taekwondoiste norvégienne. Elle a participé aux Jeux olympiques d'été de 2004 à Athènes. Elle a été battue dans la catégorie des 67 kg en quart de finale contre la chinoise Wei Lou après s'être blessée au genou. Solheim a gagné de nombreux tournois de taekwendo. Elle a gagné une médaille de bronze au championnat en 2001 en Corée, la médaille d'or en poids moyen (moins de 72 kg)  à la coupe mondiale à Bangkok (Thaïlande) et la médaille d'argent aux Jeux olympiques d'été de 2008 à Pékin.
Solheim est très connue en Norvège. Elle est née en Corée du Sud. Elle et sa sœur jumelle ont été adoptées à sept mois par des parents norvégiens ; elle a grandi à Namsos. Elle vit actuellement à Oslo.